# Klausbach (Frutz)
Der Klausbach ist ein 8,3 Kilometer langer rechter Zufluss zur Frutz im österreichischen Bundesland Vorarlberg. Das zugehörige schluchtartige Tal heißt Klausbachtobel.

## Geographie

### Verlauf
Der Klausbach entspringt in der Kugelgruppe, einer Untergruppe des Bregenzerwaldgebirges, etwa 1,5 km südwestlich der Hohen Kugel in der Nähe der Alpe Schwimmersboden. Die erste Hälfte fließt der Bach steil in einer Schlucht durch Waldgebiet. Seine Schlucht trennt zwei Ausläufer der Kugelgruppe, im Nordwesten der Ausläufer mit der Hohen Lug, im Südosten der Ausläufer mit dem Ortskern von Fraxern. Bei Gewässerkilometer 4,2 erreicht er das Ortsgebiet von Klaus. Bis zu dieser Stelle ist der Bach im nahezu ursprünglichen natürlichen Zustand. Ab hier fließt er eher flach in der Ebene des Vorarlberger Rheintals bis zur Mündung bei Koblach. Hier wurde das Gewässer verbaut, kanalisiert und begradigt.

### Zuflüsse
Der Klausbach hat folgende Zuflüsse:
| Stat. in km | Name               | GKZ von Vbg. | Länge in km | Richtung | Bemerkungen                                             |
| ----------- | ------------------ | ------------ | ----------- | -------- | ------------------------------------------------------- |
| 6,7         | Ramisalbach        | 81210106     | 01,2        | links    |                                                         |
| 4,95        | Gruppentobel(bach) | 81210105     | 01,1        | links    |                                                         |
| 2,05        | Moosbrunnenbach    | 81210103     | 00,9        | rechts   |                                                         |
| 0,45        | Bützengraben       | 81210102     | 05,7        | links    | rechte Abzweigung vom Mühlbach                          |
| 0,4         | Ratzbach           | 81210101     | 10          | links    | entspringt bei der Hohen Kugel, kreuzt den Bützengraben |

## Natur und Umwelt

### Naturschutz

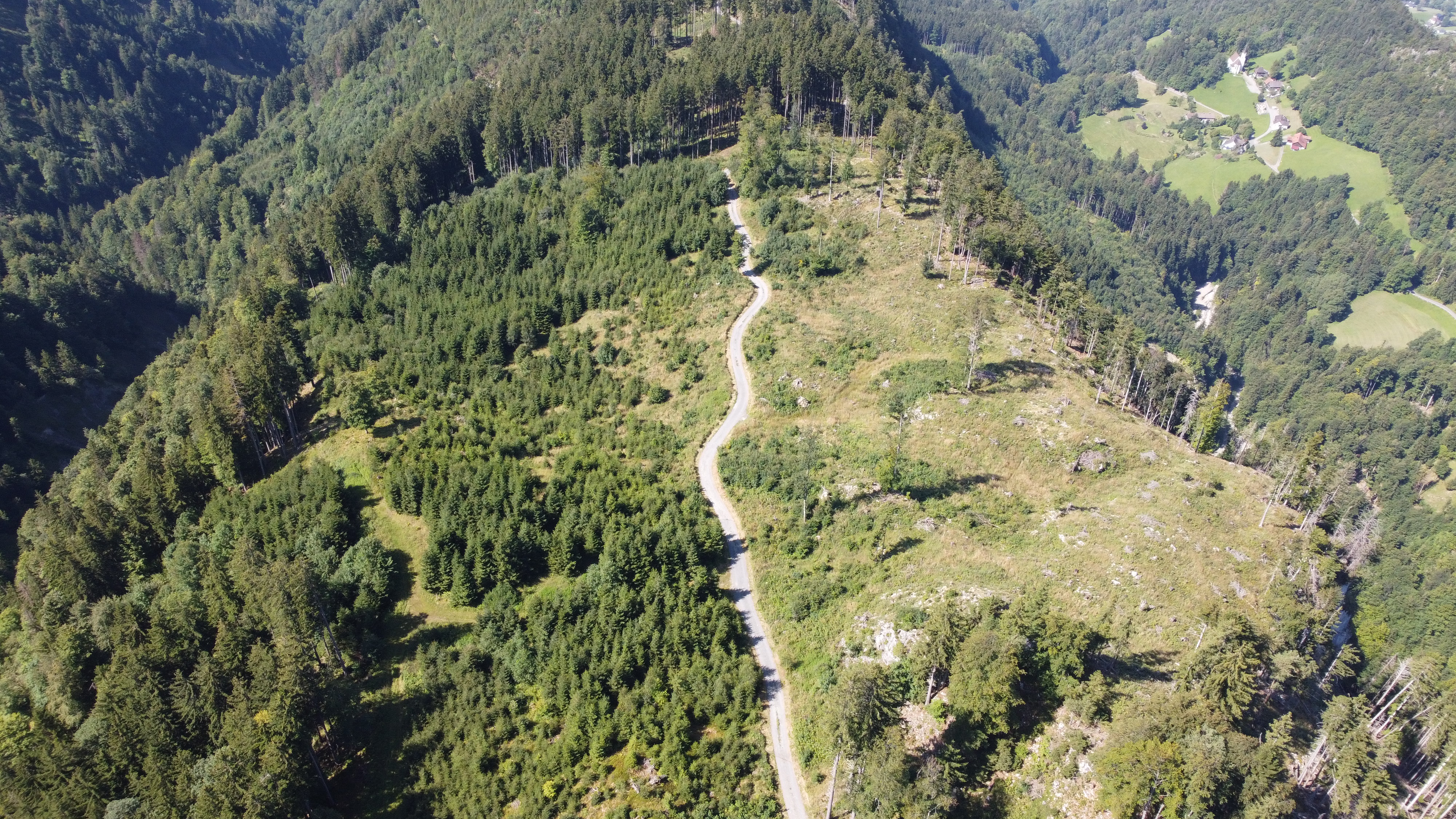
Orsanka Moos

Bis zum Eintritt ins Ortsgebiet von Klaus ist das rechte Ufer Teil des Naturschutzgebiets Hohe Kugel - Hoher Freschen -Mellental. Im Klausbachtobel sind gleich mehrere ausgewiesene Biotope. Direkt bei der Quelle liegt das Hochmoor Orsanka Moos.

### Renaturierung
Der Klausbach war einer der ersten Bäche in Vorarlberg, der in den Jahren 2001 und 2002 auf 700 m Länge renaturierend zurückgebaut wurde. Dies brachte Vorteile für die Biodiversität, für den Hochwasserschutz und für den Naherholungsraum.